# Comuna Tuzara, Călărași
Comuna Tuzara este o comună din raionul Călărași, Republica Moldova. Este formată din satele Tuzara (sat-reședință), Novaci și Seliștea Nouă.

## Demografie
Conform datelor recensământului din 2014, comuna are o populație de 2.456 de locuitori. La recensământul din 2004 erau 3.015 locuitori.

## Administrație și politică
Componența Consiliului local Tuzara (13 consilieri), ales la 5 noiembrie 2023, este următoarea:
|  | Partid                                      | Consilieri | Componență | Componență | Componență | Componență | Componență | Componență | Componență |
|  | ------------------------------------------- | ---------- | ---------- | ---------- | ---------- | ---------- | ---------- | ---------- | ---------- |
|  | Partidul Acțiune și Solidaritate            | 7          |            |            |            |            |            |            |            |
|  | Coaliția pentru Unitate și Bunăstare        | 3          |            |            |            |            |            |            |            |
|  | Partidul Comuniștilor din Republica Moldova | 2          |            |            |            |            |            |            |            |
|  | Partidul Liberal Democrat din Moldova       | 1          |            |            |            |            |            |            |            |